# Кинеска каликарпа
Кинеска каликарпа (Callicarpa bodinieri Levl.) од природе расте у средњој и западној Кини. У Европу је интродукована у XIX веку, а из Кине ју је донео француски мисионар Emile Marie Bodinier (1842—1901), по коме је и добила име.

## Опис врсте
Жбун висине 1,8-2 m. са сивкастом до браонкастом кором и јако израженим лентицелама. У младости глатка, и прекривена нежним длачицама, а касније испуца. Листови су елиптични или дугуљасто елиптични, 5-12 cm дуги, издужено зашиљени, по ободу тестерасти, са наличја меко длакави, светлозелени, а у јесен добијају златно наранџасту боју, која траје релативно кратко, јер листови брзо отпадају.
Цветови су у цвастима, гроњама, по више цвасти заједно. Појединачна цваст је 2,5 cm широка и око 1,2 cm дуга. Круница је љубичасторужичаста. Цветови су врло декоративни, али су изузетно ситни. Јављају се у јулу-августу.
Плодови су бобице, розе или љубичасте боје, ситне, на заједничкој дршци. Јављају се у септембру-октобру и остају на стабљици и после опадања листова, до дубоко у зиму. Семе овално, пљоснато, са кружним рубом на конкавној страни, крембело, око 2 mm. У једном килограму око 600.000 зрна. Дормантна семењача.

## Биоеколошке карактеристике
Каликарпа није нарочито захтевна биљка. Највише јој одговараају осунчани до полусеновити положаји, али се препоручује што осунчаније место, јер се тако подстиче формирање плодова. Ако се развија у полусенци или сенци, формираће лисну масу а не цветове, односно плодове. Такође, препоручује се садња у већим групама, јер се на тај начин обезбеђује унакрсна полинација, што обезбеђује и већи број плодова. Уколико нема већег броја биљака, и вештачко опрашивање може дати добре резултате.
Плодоношење је најинтензивније после топлих лета, а показало се да каликарпа слабо успева у тропским условима, односно да су јој за добар развој и обилно плодоношење потребни и периоди мировања, током зиме. Изузетно добро подноси ниске температуре.
У пролеће и лето редовно прихрањивање обезбеђује обилније плодоношење. Врста захтева високоплодно и добро дренирано земљиште, слабо кисело до неутрално, најбоље песковите иловаче, или песковите глинуше.
Каликарпа је врста која је врло отпорна на болести и нападе штеточина, и до сада није констатована болест која је у већој мери погађа.

## Унутарврсни таксони
Callicarpa bodinieri var. giraldii (Hesse) Rehd. Од типичног облика разликује се чуперастом длакавошћу и жутим жлездама на наличју. Цветна дршка је мање длакава.
Callicarpa bodinieri `Profusion` Од типичног облика разликује се по боји плодова, који су најчешће тамно љубичасти и збијени на дршци, а овај варијетет и много обилније плодоноси, под повољним условима.
Callicarpa bodinieri `White Beauty` сорта са белим плодовима.

## Примена и размножавање
У хортикултури и пејзажној архитектури врста се гаји због плодова који ову врсту чине изузетно привлачном, јер је мало врста, поготово листопадних, које у зимском периоду имају овако декоративни ефекат. У Србији је врло ретка и једина врста из овог рода, у Арборетему Шумарског факултета расте једна индивидуа висине 2 m и ширине 1,5 m, која добро подноси услове Београда и обилно плодоноси иако је у сенци.
Размножавање зрелим резницама са делом двогодишњег дрвета дало је добре резултате и преко 95% ожиљавања. Размножавање зеленим резницама у јулу такође даје висок проценат ожиљавања. Генеративно размножавање остварује се јесењом сетвом јер је клијање уједначеније у поређењу са пролећном сетвом због лаке дормантности семењаче.
Каликарпа се од давнина у кинеској медицини користи за справљање различитих медикамената, као и неке друге врсте из рода Callicarpa L.